# 평양 순안 국제공항
평양 순안 국제공항(平壤 順安 國際空港, 영어: Pyongyang Sunan International Airport, IATA: FNJ, ICAO: ZKPY)은 북한 평양시 순안구역에 위치한 국제공항으로 평양 도심의 평양역에서 약 25 km 북쪽에 있으며 고려항공의 허브 공항이기도 하며 평양국제비행장(平壤國際飛行場)으로도 부른다.

## 역사

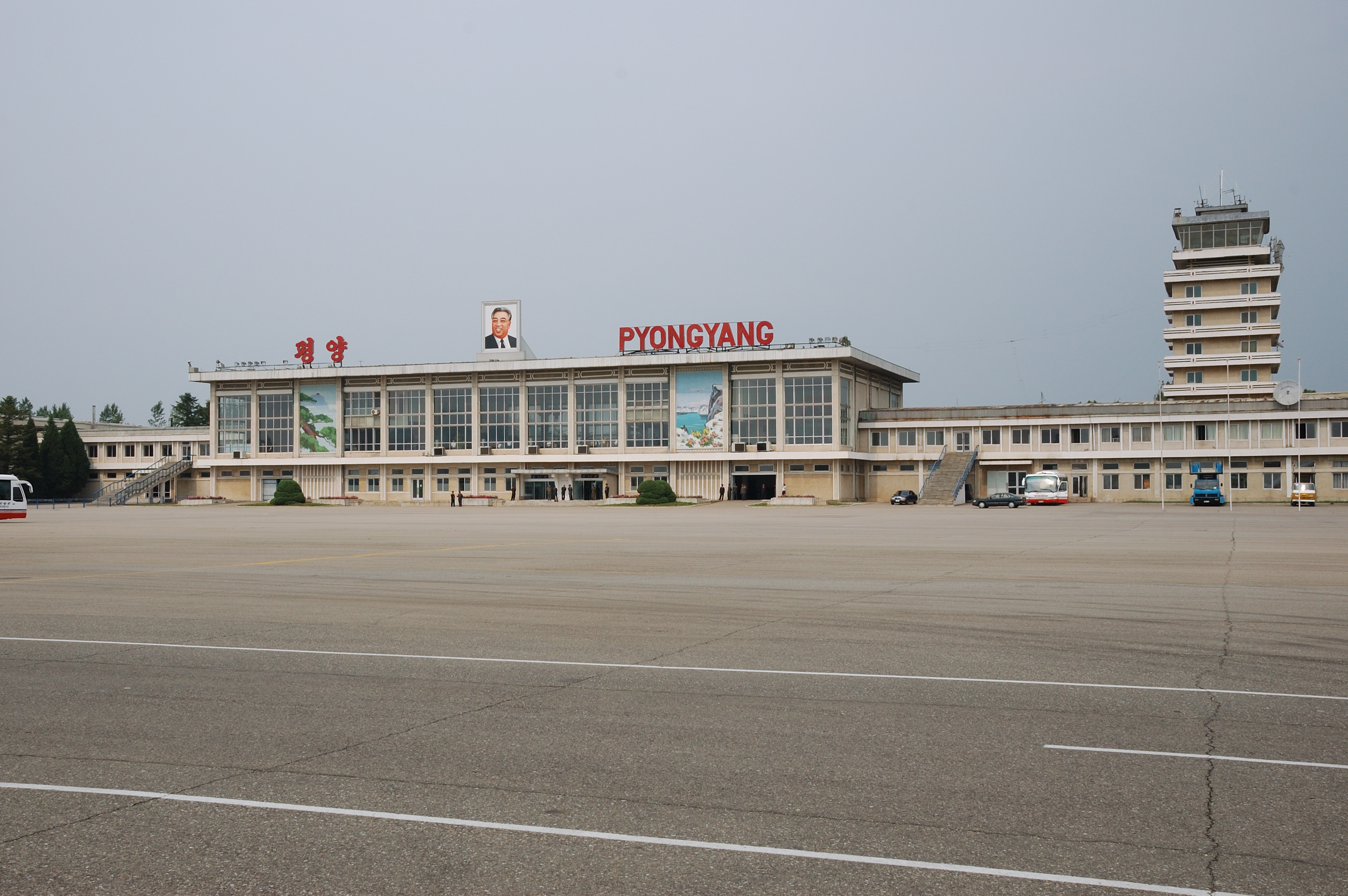
2011년 철거된 여객터미널 옛청사

평양 순안 국제공항은 제2차 세계대전 종전 후인 1940년대 후반에 순안역 인근의 보통강변에 건설된 비행장에서 시작한 공항으로, 이 비행장 건설 당시 평양 동부에는 평양의 첫번째 비행장인 미림 비행장이 있었다.
한국 전쟁 당시 순안 국제공항은 UN군이 평양을 점령한 1950년 10월 19일부터 한 달 반 정도 UN군의 물자 수송에 이용되었고, 1953년 5월 13일 미공군이 독산댐 등 평양 인근의 저수지를 공습했을 때에는 침수 피해를 입기도 했다.
1953년 정전협정 체결 2개월 후부터 복구에 들어가 1955년 9월에 조선민항(현 고려항공)의 허브 공항으로 개항하였고 1959년 2월 평양 - 모스크바 노선을 시작으로 국제공항으로 쓰이기 시작했다.
1989년에 제13차 세계청년학생축전을 대비하여 공항 북쪽에 제2활주로(01/19)를 개장했고 이후 2008년에 정비와 재포장을 위해 제1활주로를 폐쇄한 뒤 2011년 8월부터 기존 여객터미널을 철거하고 그 자리에 새로 여객터미널을 건설하여 2015년 7월 1일에 개장함과 동시에 제1활주로도 재개장하였다.

## 시설
평양 순안 국제공항은 2개의 항공역사(여객터미널)와 2본의 활주로를 갖추고 있다.

### 1항공역사
2항공역사 건설에 앞서 2011년 7월 15일에 옛 청사의 남쪽에 완공되었다. 2015년 7월에 2항공역사가 완공된 후 2016년 초에 서로 연결되었다.

### 2항공역사
2011년 8월부터 옛 청사를 철거하고 그 자리에 건설하여 2015년 7월 1일에 완공되었으며 평양국제비행장의 메인 여객터미널이다.

### 활주로 및 지상 설비

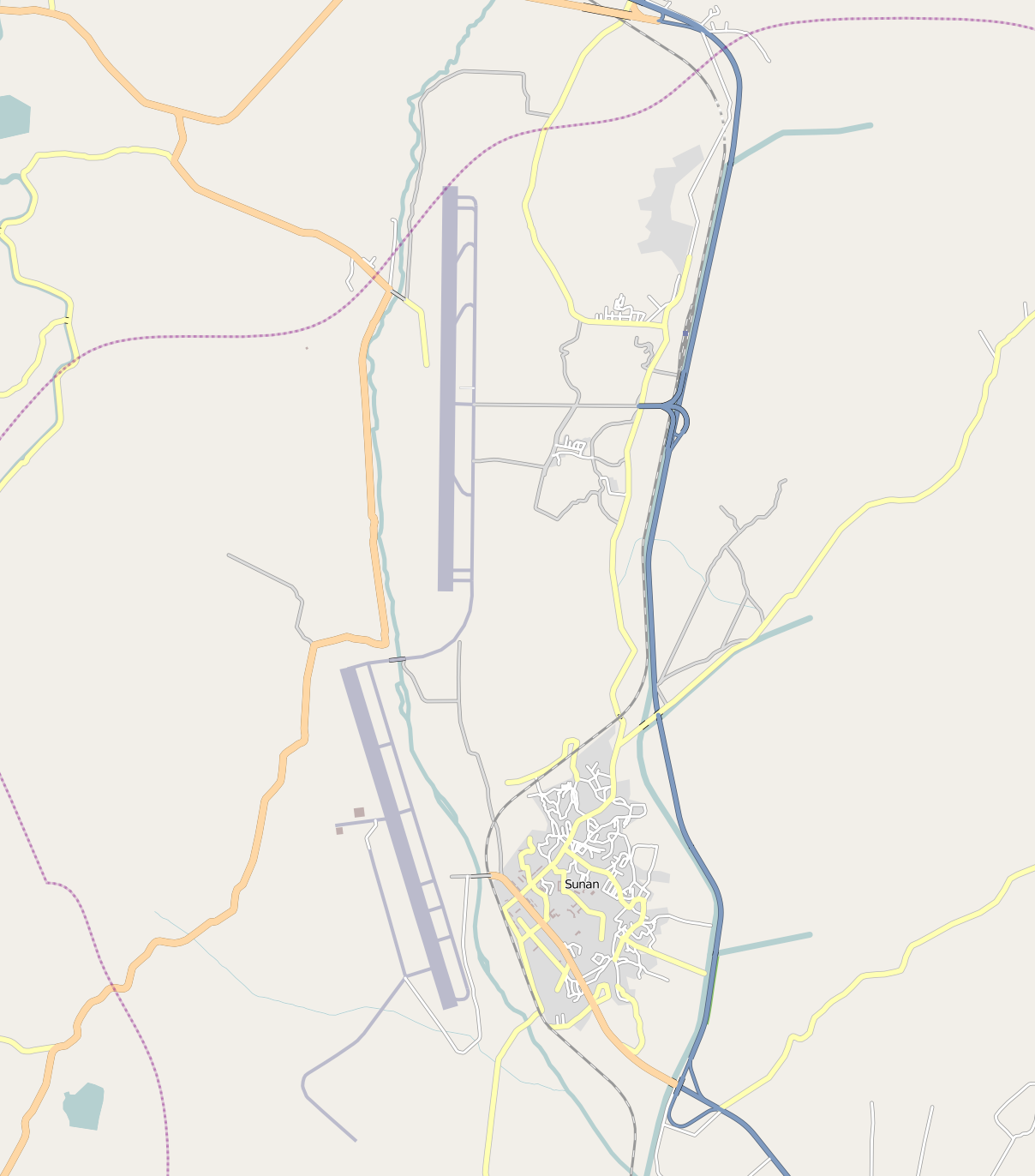
평양 순안 국제공항과 활주로

활주로 용량연간 14만 회 (추정)
활주로 : 2본
제1활주로(남): 3,435 m × 60 m
제2활주로(북): 3,800 m × 60 m
유도로
표면: 콘크리트
강도: 47/R/A/W/U
두께: 50 cm
지상 설비
지상 전원차(GPU), 토잉카 등

### 편의시설
주차장, 면세점, 라운지, 택시승강장 등이 있다.

## 항공관제
| GND | 121.800MHz |
| TWR | 118.300MHz |
| APP | 130.000MHz |

## 운항 노선
고려항공이 모든 노선을 운항하고 있으며, 외국 항공사로는 중국국제항공이 평양 - 베이징 노선을 유일하게 운항하고 있다. 러시아 노선으로는 평양 - 블라디보스토크 국제공항 노선을 운항하고 있다.
국내선은 과거 평양 - 청진노선이 주 2회로 운항하는 유일한 정기 노선이었으나 중단되었다. 현재는 국내선의 상업 운행은 없고, 네쌍둥이 산모와 전쟁노병 등을 위한 특별 행사 성격의 운항이 이뤄지는 경우가 있다.
| 항공사       | 목적지                                                                 |
| ------------ | ---------------------------------------------------------------------- |
| 고려항공     | 베이징(서우두), 선양(타오셴), 블라디보스토크, 원산, 삼지연, 청진, 함흥 |
| 중국국제항공 | 베이징(서우두)                                                         |

## 사진

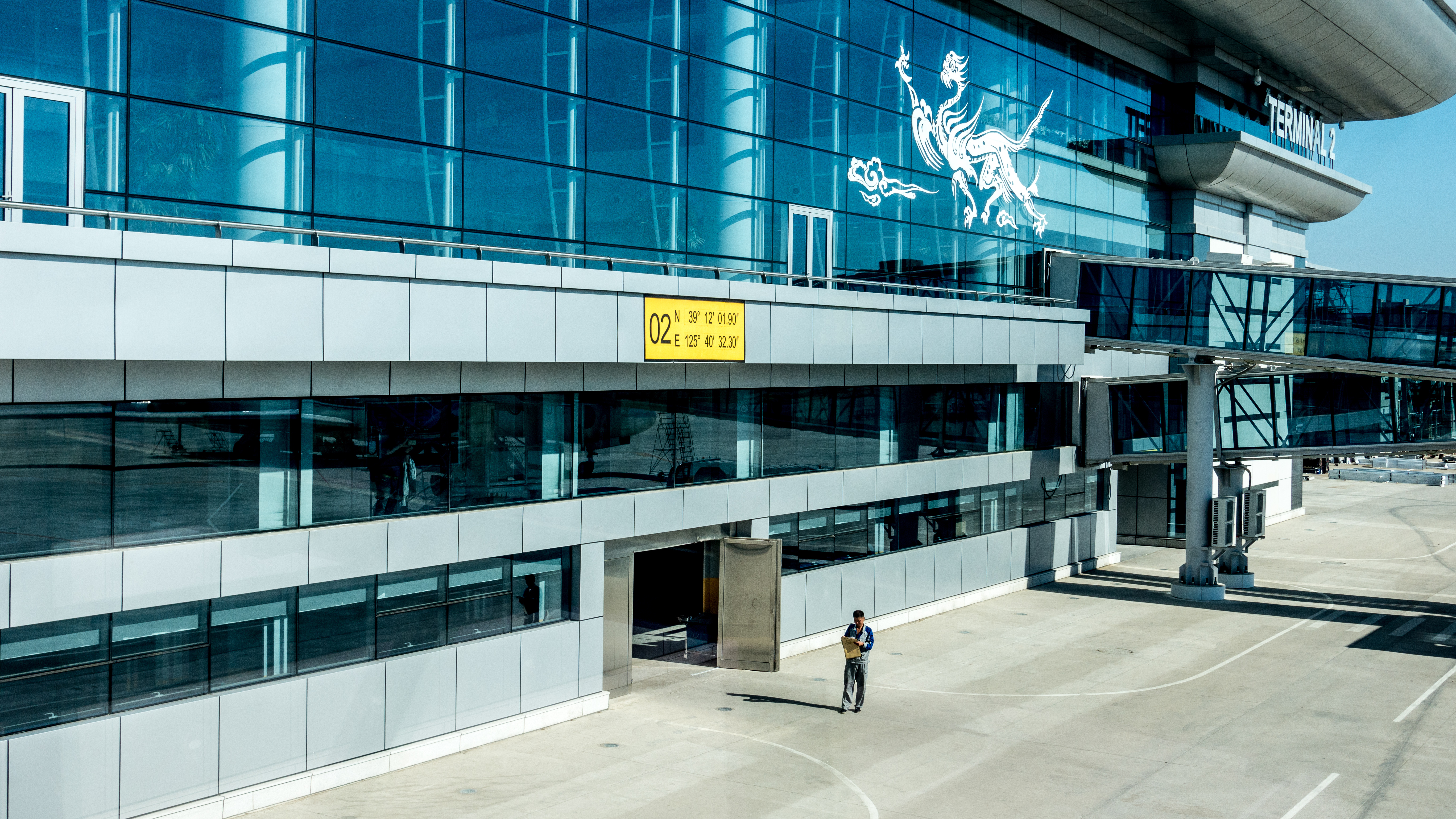
2터미널
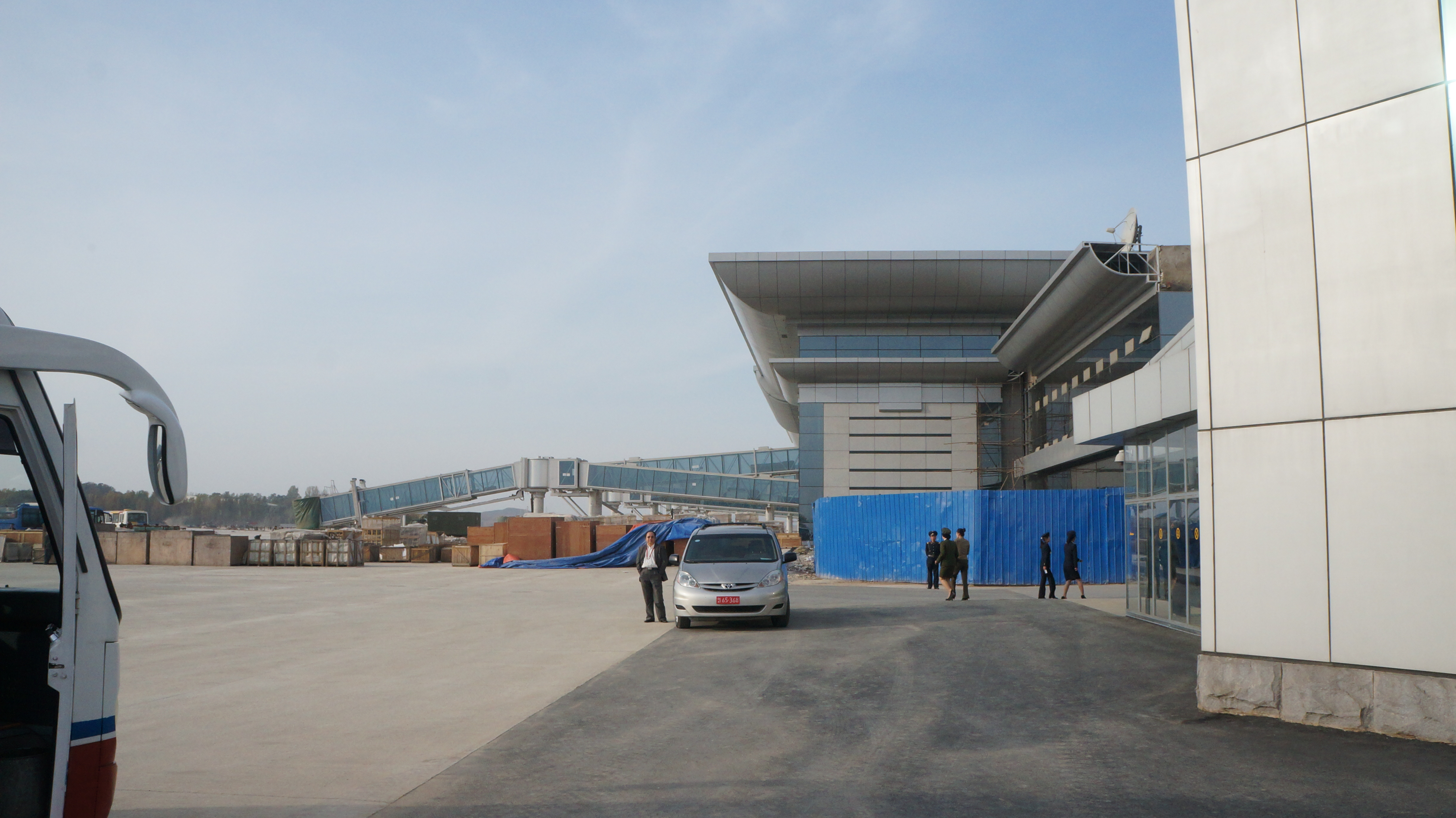
제1항공역사 입구에서 바라본 제2항공역사 (공사중)
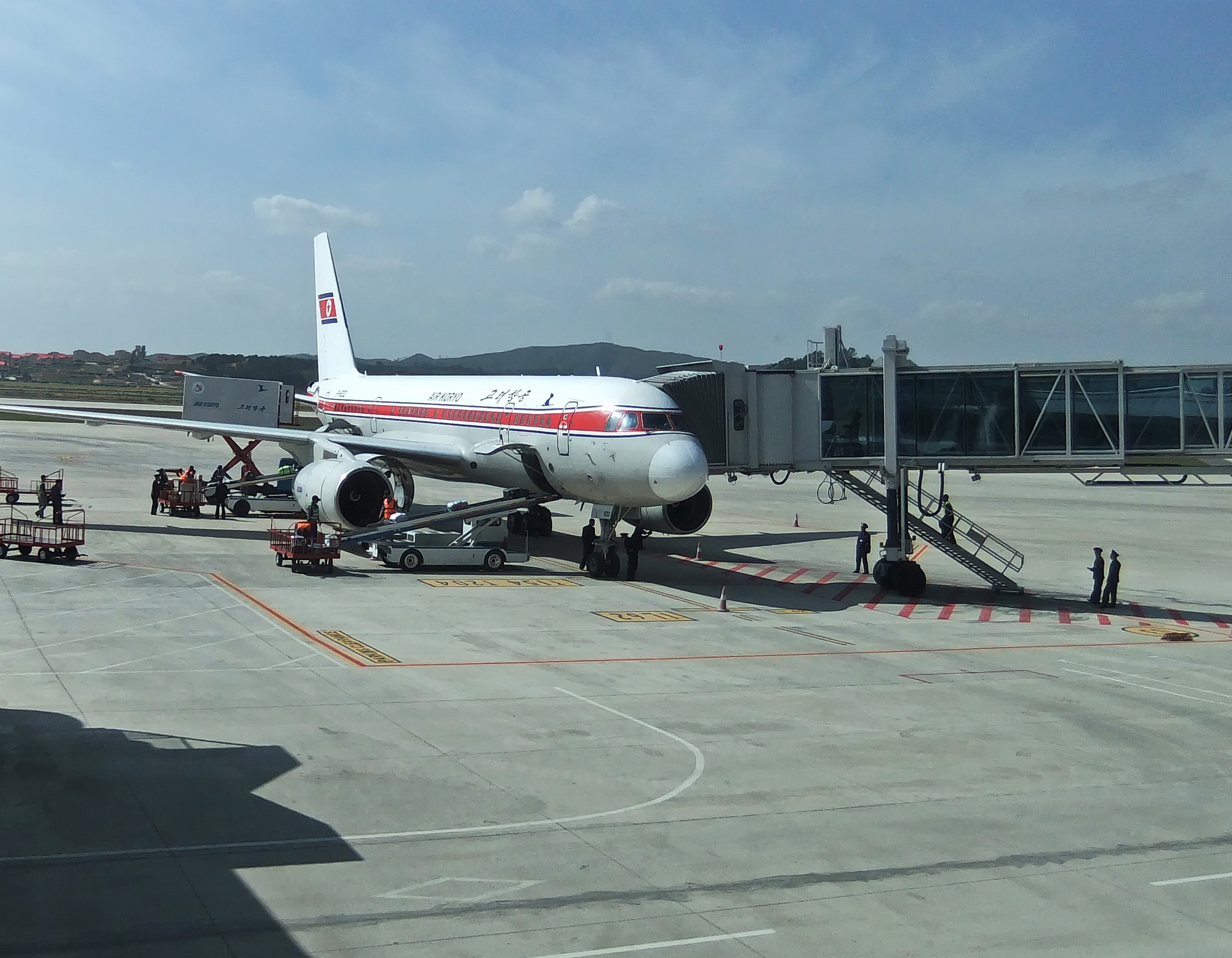
탑승구에 주기 중인 고려항공 소속 투폴레프 Tu-204
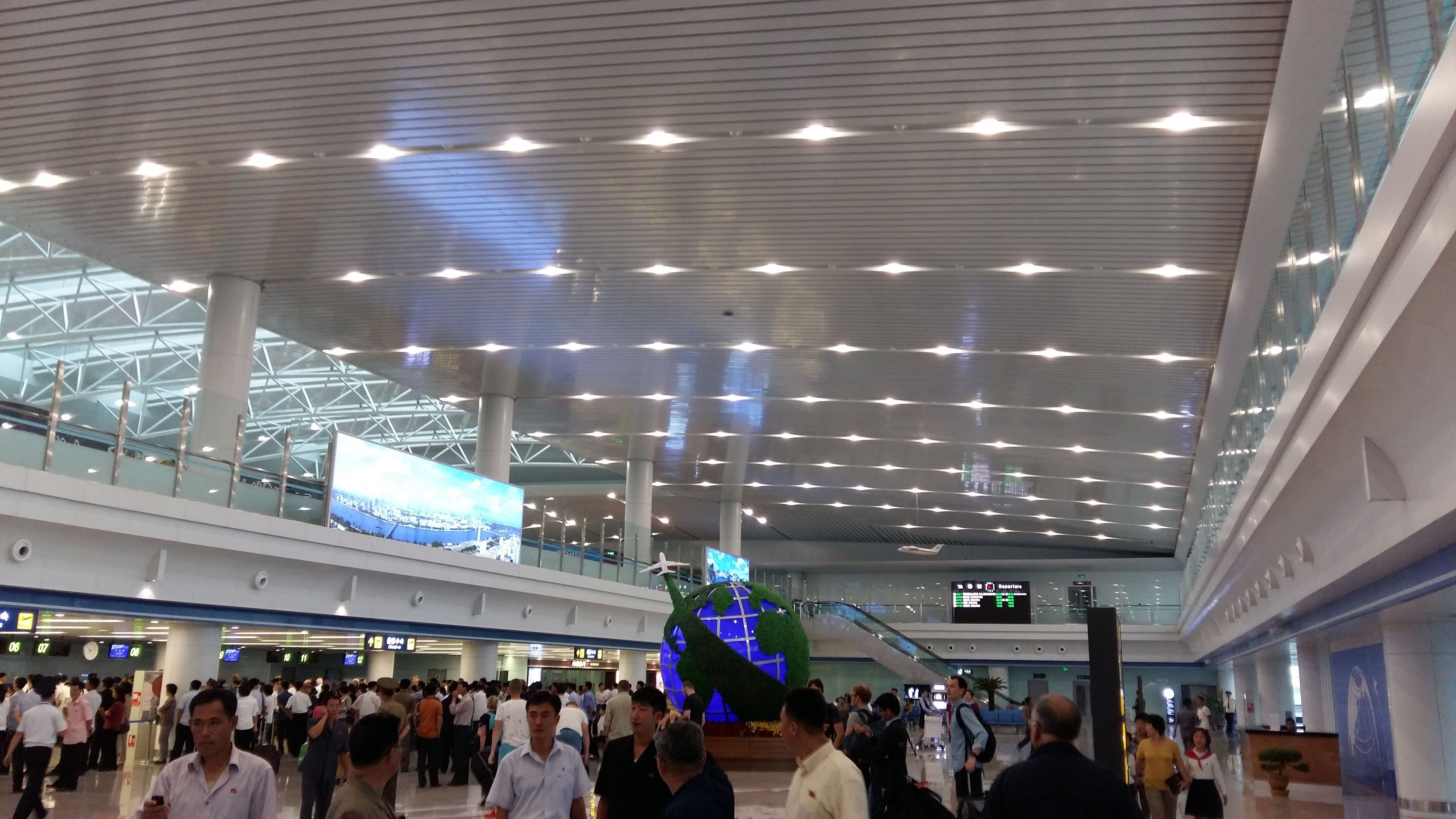
제2항공역사 내부
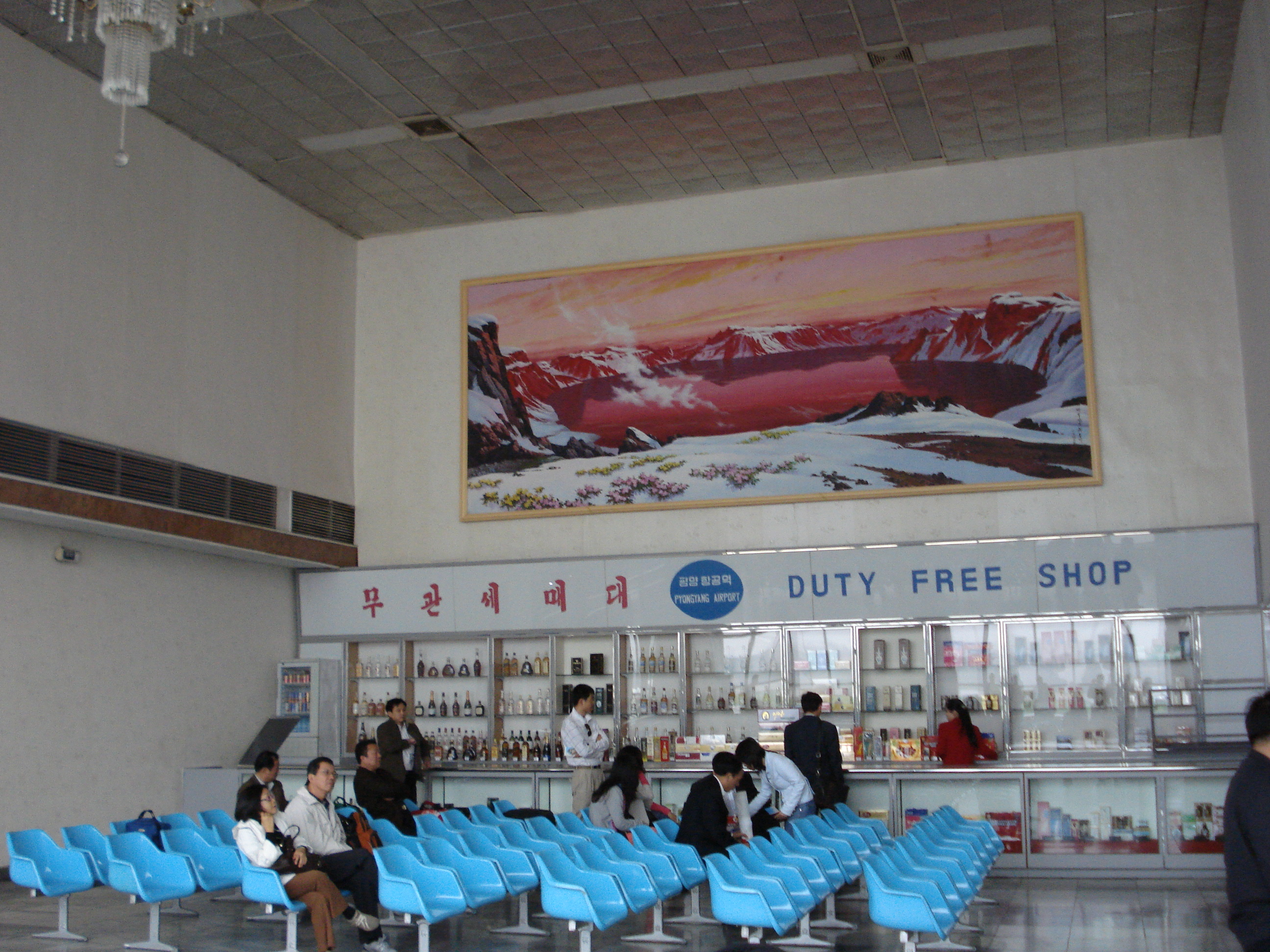
구 청사 내부의 무관세매대 (면세점)
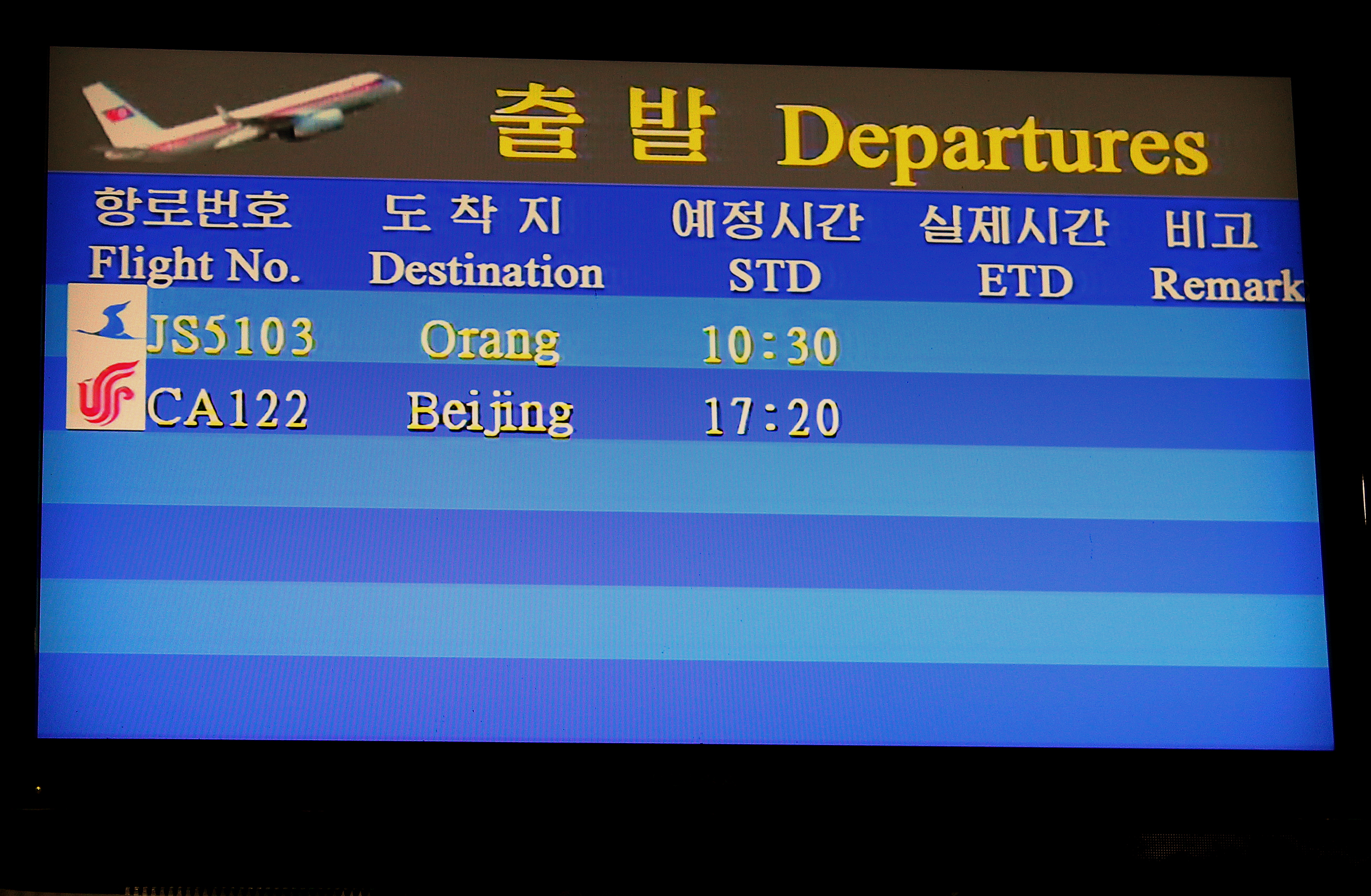
출발 전광판 (고려항공: 어랑, 중국국제항공: 베이징)

## 같이 보기
- 미림비행장